# Frauke Roth
Frauke Roth (* 16. März 1967 in Hamburg) ist eine deutsche Intendantin und Kulturmanagerin. Seit dem Jahr 2015 ist sie Intendantin der Dresdner Philharmonie.

## Leben
Frauke Roth wuchs mit zwei Schwestern in Hamburg auf. Nach dem Abitur studierte sie Querflöte an der Hochschule für Musik Freiburg und in London. Nach Engagements in Pforzheim und Rostock legte sie 1999 ihr Konzertexamen an der Musikhochschule „Hanns Eisler“ in Berlin ab.
Frauke Roth hat drei Kinder und lebt mit ihrer Familie in Dresden.

## Berufliche Laufbahn
Nach einem Engagement als Flötistin bei der Deutschen Kammerphilharmonie Bremen wurde sie 1998 Managerin des Ensemble Oriol Berlin. Im Jahr 2000 etablierte sie dieses Ensemble gemeinsam mit dem Potsdamer Persius Ensemble als Hausorchester des neu eröffneten Nikolaisaals in Potsdam. Als Geschäftsführerin fusionierte sie die beiden Ensembles zur Kammerakademie Potsdam, die 2001 den Spielbetrieb aufnahm.
2015 wurde sie Intendantin der Dresdner Philharmonie. Sie entwickelte das Betreiber- und Bespielungskonzept für den neuen Konzertsaal im Kulturpalast Dresden, das 2016 vom Stadtrat verabschiedet wurde. Unter ihrer Leitung übernahm die Dresdner Philharmonie auch die Fremdvermietung des Konzertsaales.
In ihrer Amtszeit erweiterte und profilierte sie sowohl das Konzertangebot der Dresdner Philharmonie und der Philharmonischen Chöre als auch kleinere Formate: Konzerteinführungen, After Concert Talks, Probenbesuche oder auch Werkstattgespräche für alle Altersgruppen. Neue Konzertformate wie phil zu entdecken, die Kurzkonzertreihen abgeFRACKt und Best of Klassik und die Öffnung für Film, Weltmusik und Jazz gehen auf ihre Initiative zurück. Seit ihrem Amtsantritt wuchsen die Besucherzahlen der Dresdner Philharmonie deutlich. Sie schuf die Rahmenbedingungen für die Gesamtaufnahme sämtlicher Sinfonien von Beethoven und Schostakowitsch mit der Dresdner Philharmonie unter der Leitung von Michael Sanderling bei Sony Classical (2019) und realisierte gemeinsam mit Marek Janowski weitere Aufnahmen: „Cavalleria rusticana“ von Pietro Mascagni und „Il Tabarro“ von Puccini, „Fidelio“ von Ludwig van Beethoven, sämtliche Sinfonien von Robert Schumann, Sinfonien von Franz Schubert, „Die Schöpfung“ von Haydn sowie „Stabat mater“ von Dvořák (alle: Pentatone). Mit dem aktuell amtierenden Chefdirigenten Sir Donald Runnicles (ab 2025/26) sind weitere künstlerische Höhepunkte geplant, u. a. das British Festival im Herbst 2025.
Frauke Roth war Mentorin der Roland Berger Stiftung, ist gefragte Speakerin auf Fachpodien (z. B. Toepfer Stiftung im Rahmen von Concerto 21, IAMA 2025) und Verfasserin verschiedener Buchbeiträge (z. B. „Kulturpass für alle“ in: Gesellschaft der Zukunft, 28 Ideen für Neues, Für Thomas de Maizière zum 70. Geburtstag, hrsg. von E. Haber, K.-L. Kley, H. Vorländer, Freiburg/Basel/Berlin: Herder 2024, 118–122).

## Mitgliedschaften
- seit 2017 Mitglied der Internationalen Konzerthauskonferenz
- seit 2018 Sprecherin der Dresdner Intendantenrunde
- 2018–2020 Mitglied im Kuratorium für die Kulturhauptstadtbewerbung Dresden 2025.
- seit 2024 Mitglied im Kuratorium des Friedenspreis Dresden – International Peace Prize